# Insidan ut 2
Insidan ut 2 (engelska: Inside Out 2) är en amerikansk animerad film från 2024, i regi av Kelsey Mann, från ett manus skrivet av Meg LeFauve. Filmen är producerad av Pixar Animation Studios och en uppföljare till Insidan ut från 2015. Återvändande röstskådespelare till denna film är Amy Poehler, Phyllis Smith, och Lewis Black, som återigen axlar sina respektive röstroller från den förra filmen. De har dessutom fått sällskap av de nya röstskådespelarna Tony Hale, Liza Lapira och Maya Hawke, med de två förstnämnda som ersättare för Bill Hader och Mindy Kalings tidigare röstroller.
Filmen hade biopremiär i Sverige den 17 juli 2024, utgiven av Walt Disney Motion Pictures Group.

## Rollista
| Figur                 | Originalröster          | Svenska röster            |
| --------------------- | ----------------------- | ------------------------- |
| Glädje                | Amy Poehler             | Linda Olsson              |
| Vemod                 | Phyllis Smith           | Ulla Skoog                |
| Ilska                 | Lewis Black             | Ole Ornered               |
| Rädsla                | Tony Hale               | Per Andersson             |
| Avsky                 | Liza Lapira             | Cecilia von der Esch      |
| Ängslan               | Maya Hawke              | Carla Abrahamsen          |
| Avund                 | Ayo Edebiri             | Emma Molin                |
| Ennui                 | Adèle Exarchopoulos     | Dominique Pålsson Wiklund |
| Pinsamhet             | Paul Walter Hauser      | Anton Olofson Raeder      |
| Jenny                 | Kensington Tallman      | Benthe Börjesson Liebert  |
| Valentina "Val" Ortiz | Lilimar Hernandez       | Cecilia Karlsson          |
| Grace                 | Grace Lu                | Alexandra Reveman         |
| Bree                  | Sumayyah Nuriddin-Green | Aisha Mirambo             |
| Coach Roberts         | Yvette Nicole Brown     | Amie Bramme Sey           |
| Bloofy                | Ron Funches             | Pär Lernström             |
| Magväskan             | James Austin Johnson    | Anton Olofson Raeder      |
| Lance Slashblade      | Yong Yea                | Eddie Hultén              |
| Mamma                 | Diane Lane              | Elin Klinga               |
| Pappa                 | Kyle MacLachlan         | Samuel Fröler             |